# دیوید مک‌مورتر گریگ
دیوید مک‌مورتر گریگ (انگلیسی: David McMurtrie Gregg; ۱۰ آوریل ۱۸۳۳ – ۷ اوت ۱۹۱۶) فرد نظامی اهل ایالات متحده آمریکا بود.